# Bernard Arens
Bernard Arens (Hosingen, Luxemburg, 1873. július 24. – Köln, 1954. február 1.) luxemburgi katolikus teológus, német nyelven alkotó író.

## Élete
A jezsuita rend tagja volt. Tanárként dolgozott többek közt az ausztriai Feldkirchben és a hollandiai teológiai karon Valkenburgban. Szakterülete a katolikus missziók voltak (missziológia). 1912 és 1916 közt, valamint 1925-től 1933-ig a Die katholischen Missionen című folyóiratot vezette, amelyet a Päpstlichen Werk der Glaubensverbreitung adott ki. A teológiai szakmunkák sora mellett elbeszélő munkákat is publikált a katolikus missziótörténet témaköréből, valamint franciából németre fordított hasonló jellegű műveket.

## Válogatott munkái
- Das Leben der jungfräulichen Gottesmutter in Bildern, Wien, 1898
- Kränze um's Mutterhaupt, Paderborn, 1902
- Licht und Schatten, Stuttgart [u. a.], 1902
- Der große Tag, Einsiedeln [u. a.], 1905
- Die selige Julie Billiart, Stifterin der Genossenschaft Unserer Lieben Frau, und ihr Werk, Freiburg i.Br., 1908
- Die Lektüre, Freiburg im Breisgau, 1911
- Der Sohn des Mufti, Freiburg i.Br., 1911
- Des Schwarzrocks letzter Sieg, Freiburg i.Br., 1913
- Die Mission im Festsaale, Freiburg i.Br., 1917
- Gebete für Missionsandachten, Freiburg i.Br., 1918
- Das katholische Zeitungswesen in Ostasien und Ozeanien, Aachen, 1918
- Die Mission im Familien- und Gemeindeleben, Freiburg im Breisgau, 1918
- Papst Pius X. und die Weltmission, Aachen, 1919
- Das Buch, Freiburg i.Br., 1920
- Handbuch der katholischen Missionen, Freiburg, 1920
- Die katholischen Missionsvereine, Freiburg i.Br., 1922
- Jesuitenorden und Weltmission, Regensburg, 1937

### Szerkesztőként
- Pius Graf des Enffans d'Avernas, Graz, 1902
- Zum Jubelfest des Heiligen Johannes Berchmans, Aachen, 1921

### Fordításai
- Victor Delaporte: Hektor von Loc'h Maria, Freiburg i.Br., 1901
- Victor Delaporte: Runen des Lebens, Freiburg i.Br., 1921
- Konrad von Würzburg: Konrads von Würzburg Goldene Schmiede, Köln, 1904
- Joseph Morey: Anna von Xainctonge, Stifterin der Ursulinen von Dole, Freiburg i.Br., 1903
- Henri Tricard: Garcia Moreno, Freiburg i.Br., 1902
- Henri Tricard: Vitus, Freiburg i.Br., 1901

## Fordítás
- Ez a szócikk részben vagy egészben  a   Bernard Arens című német Wikipédia-szócikk ezen változatának fordításán alapul.  Az eredeti cikk szerkesztőit annak laptörténete sorolja fel. Ez a jelzés csupán a megfogalmazás eredetét és a szerzői jogokat jelzi, nem szolgál a cikkben szereplő információk forrásmegjelöléseként.